# Emma Bigé
Emma Bigé (née le 16 mars 1987) est une philosophe, traductrice et artiste française dont les domaines d'étude comprennent la danse, les études queers et trans et les philosophies écologiques.

## Biographie
Après des études de philosophie à l'École normale supérieure (Paris) et une thèse en philosophie de la danse (Le partage du mouvement. Une philosophie des gestes avec le Contact Improvisation, ENS-SACRe, 2017), elle est la curatrice de deux expositions, pour le Musée de la danse à Rennes (Gestes du Contact Improvisation, 2018) et pour Culturgest à Lisbonne (Steve Paxton: Drafting Interior Techniques, 2019), à l'occasion desquelles elle édite deux anthologies consacrées à l'improvisation en danse.

En 2023, elle fait paraître un premier livre, Mouvementements. Écopolitiques de la danse (La Découverte, 2023) dans lequel elle mène une enquête en philosophie de la danse sur les ponts entre pratiques dissidentes du mouvement et activismes écologiques. En 2025, elle co-publie Écotransféminismes avec le médiéviste Clovis Maillet (Les Liens qui Libèrent, 2025), livre qui
« propose une nouvelle manière de penser les liens entre écologie, luttes trans et féminisme. Une vision radicale et documentée qui puise dans le règne animal, les archives médiévales et les combats contemporains.»
Performeuse, elle collabore notamment avec des artistes telles qu'Antonija Livingstone (... et ce sera un endroit où..., en 2021), Marcela Santander et Hélène Giannechinni (Archive Fever, en 2024) et No Anger (Quasimodo aux miroirs, en 2025).
Après avoir enseigné l'épistémologie, la danse et les études queers et trans à l'École supérieure d'art d'Aix-en-Provence, au Centre national de danse contemporaine à Angers et à la Haute école d'art et de design de Genève, elle est, depuis 2024, professeure de philosophie et coordinatrice de la recherche à l'École nationale supérieure d'art et de design de Limoges.
Membre du comité de rédaction de la revue Multitudes et contributrice régulière à la revue Trou noir, elle traduit de nombreux textes des études queers anglo-saxonnes (Sara Ahmed, Karen Barad, Alexis Pauline Gumbs, Jack Halberstam, José Esteban Muñoz...) 

## Travaux

### Livres
- Mouvementements : Écopolitiques de la danse, Paris, La Découverte, 2023, 232 p. (EAN 9782348074967, présentation en ligne, écouter en ligne)
- Écotransféminismes (avec Clovis Maillet), Paris, Les Liens qui Libèrent, 2025, 262 p. (ISBN 979-10-209-2300-4, présentation en ligne)

### Direction d'ouvrages
- (en) Steve Paxton : Drafting Interior Techniques, Lisboa, Culturgest, 2019, 314 p. (EAN 9789727691203, lire en ligne)
- La perspective de la pomme: histoires, politiques et pratiques du Contact Improvisation, co-dirigé avec Alessandra Sini, Francesca Falcone et Alice Godfroy, Rome, Piretti, 2021.  (ISBN 9788864761121)

### Direction de numéros spéciaux
- Désidentifications, Multitudes (no 82), printemps 2021 (lire en ligne)
- Justice transformatrice (co-dirigé avec Yves Citton), Multitudes (no 88), automne 2022 (lire en ligne)
- Lynn Margulis, planète symbiotique (co-dirigé avec Alice Cuvelier), Multitudes (no 93), hiver 2023 (lire en ligne)
- Justice handie pour des futurs dévalidés (co-dirigé avec Enka Blanchard, Léna Dormeau, Lucas Fritz, Harriet de G, Ariel Kyrou et Anne Querrien), Multitudes (no 94), printemps 2024 (lire en ligne)

### Traductions
- Jack Halberstam, Trans*. Brève histoire de la variabilité de genre, traduit de l'anglais (États-Unis) par la collective dansmalangue, Montreuil, Libertalia, 2023 [lire en ligne]
- Sara Ahmed, Vandalisme queer, traduit de l'anglais par Mabeuko Oberty et Emma Bigé, Burn Août, 2024  (ISBN 9782493534057)
- Sara Ahmed, Manuel rabat-joie féministe (2023), traduit de l'anglais par Mabeuko Oberty et Emma Bigé, La Découverte, 2024  (ISBN 9782348081644)
- Alexis Pauline Gumbs, Non-noyées. Leçons féministes Noires apprises auprès des mammifères marines, (2020), Les Liens qui libèrent/Burn Août, 2025 [lire en ligne]
- Fred Moten et Stefano Harney, All Incomplete (2023), traduit de l'anglais collectivement, Les Liens qui libèrent, 2025 [lire en ligne]

### Commissariat d'exposition
- Steve Paxton: Drafting Interior Techniques, exposition rétrospective à Culturgest (Lisboa, 2019) et Azkuna Zentroa (Bilbao, 2020)[18]
- Gestes du Contact Improvisation, exposition-performance au Musée de la danse (Rennes, 2018)[19] et à  m+sum (Ljubljana, 2019)